# Communauté de communes de la Rive gauche de la Vienne
La Communauté de communes de la Rive gauche de la Vienne est une ancienne communauté de communes française, située dans le département d'Indre-et-Loire et la région Centre-Val de Loire.

## Géographie

### Situation
La communauté est située aux confins de trois départements (l'Indre-et-Loire, le Maine-et-Loire, la Vienne), et au niveau du confluent entre la Loire et la Vienne. 
Le dernier Président de la Communauté de la Rive gauche de la Vienne a été Denis Fouché.

### Composition
Listes des 9 communes (toutes du canton de Chinon):
| Code Insee | Commune                  | Maire                  | Population 2007 | Superficie | Densité     |
| ---------- | ------------------------ | ---------------------- | --------------- | ---------- | ----------- |
| 37042      | Candes-Saint-Martin      | Lise Couëdy-Gruet      | 222 hab.        | 5,77 km2   | 38 hab./km2 |
| 37076      | Cinais                   | Denis Fouché           | 433 hab.        | 8,77 km2   | 49 hab./km2 |
| 37088      | Couziers                 | Christine Page         | 105 hab.        | 12,05 km2  | 9 hab./km2  |
| 37126      | Lerné                    | Patricia Kiener Gander | 339 hab.        | 16,36 km2  | 21 hab./km2 |
| 37144      | Marçay                   | Jean Baranger          | 467 hab.        | 21,35 km2  | 22 hab./km2 |
| 37202      | La Roche-Clermault       | Jacky Manceau          | 507 hab.        | 18,03 km2  | 28 hab./km2 |
| 37220      | Saint-Germain-sur-Vienne | Jean Albert            | 352 hab.        | 13,36 km2  | 26 hab./km2 |
| 37248      | Seuilly                  | Jacques Aupic          | 375 hab.        | 15,73 km2  | 24 hab./km2 |
| 37258      | Thizay                   | Patrick Leroy          | 265 hab.        | 6,92 km2   | 38 hab./km2 |

## Historique
- 26 novembre 1993 : création de la communauté de communes
- 31 décembre 2013 : disparition de la communauté de communes qui fusionne avec la communauté de communes de Rivière-Chinon-Saint-Benoît-la-Forêt et la communauté de communes du Véron pour former la communauté de communes Chinon, Vienne et Loire.

## Démographie
La communauté de communes de la Rive gauche de la Vienne comptait 3 065 habitants (population légale INSEE) au 1er janvier 2007. La densité de population était de 25,9 hab./km2.

### Évolution démographique
| 1968  | 1975  | 1982  | 1990  | 1999  | 2007  | - | - | - |
| ----- | ----- | ----- | ----- | ----- | ----- | - | - | - |
| 2 990 | 2 745 | 2 872 | 2 919 | 2 965 | 3 065 | - | - | - |

### Pyramide des âges
| Hommes | Classe d’âge | Femmes |
| ------ | ------------ | ------ |
| 0,1    | 90 ans ou +  | 0,9    |
| 7,1    | 75 à 89 ans  | 10,1   |
| 14,5   | 60 à 74 ans  | 15     |
| 23,9   | 45 à 59 ans  | 21,7   |
| 19,1   | 30 à 44 ans  | 19,7   |
| 16,3   | 15 à 29 ans  | 15,5   |
| 18,9   | 0 à 14 ans   | 17,1   |

| Hommes | Classe d’âge | Femmes |
| ------ | ------------ | ------ |
| 0,5    | 90 ans ou +  | 1,4    |
| 6,8    | 75 à 89 ans  | 9,8    |
| 13,1   | 60 à 74 ans  | 13,9   |
| 20,7   | 45 à 59 ans  | 20,1   |
| 20,4   | 30 à 44 ans  | 19,3   |
| 19,6   | 15 à 29 ans  | 19,1   |
| 18,8   | 0 à 14 ans   | 16,4   |

## Politique communautaire

### Représentation

#### Présidents de la communauté de communes
| Période | Période | Identité     | Étiquette | Qualité |
| ------- | ------- | ------------ | --------- | ------- |
| 1993    | 2008    | Ernest Laux  |           |         |
| 2008    | 2013    | Denis Fouché |           |         |

### Compétences
- Aménagement de l'espace communautaire
- Développement économique
- Tourisme
- Affaires scolaires
- Sport et culture
- Protection et mise en valeur de l'environnement
- Logement et cadre de vie
- Voirie communautaire
- Service au communes et services partagés
- eau

### Identité visuelle
|  | Logo de la Communauté de Communes |

## Pour approfondir

## Sources
- Le splaf - (Site sur la Population et les Limites Administratives de la France)
- La base aspic - (Accès des Services Publics aux Informations sur les Collectivités)